# 烟山软件
烟山软件，全称为烟山软件技术服务部，是中国大陆的一家游戏相关的公司，于1985年成立，1993年解散。

## 历史
1984年10月，烟山软件创立人傅瓒通过挂靠福州十六中生产仪器仪表控制装置的校办工厂“福州电力设备厂”成立一家电脑服务部门，命名为“福州电力设备厂电脑服务部”对外承接软件开发业务。服务部业务后扩大，福州十六中决定在此基础上成立一家独立核算的公司，名为“烟山软件技术服务中心”。
1985年5月，从工商局领到营业执照后烟山软件正式营业。最初两年，烟山软件以企业软件开发和计算机硬件销售为主要业务。烟山软件是中国大陆最早做汉卡生意（从台湾购买仓颉汉卡，将芯片取出，把繁体字库改为简体字库后烧录回去）的企业之一，后代理二炮装备研究院研制中国大陆第一套中文信息处理系统。
1987年，中国大陆对各类“中心”名称进行清理，“烟山软件技术服务中心”更名为“烟山软件技术服务部”。
1988年，傅瓒用自制工具将雅达利游戏《运河大战》程序提取出来，改写飞行路径后重新烧录，取名为《新运河大战》，并与雅达利的数款游戏烧录在一起，制作《电视游戏节目综合卡》。由于《电视游戏节目综合卡》的热门销售，烟山软件在1988年营业额从1987年的11万元人民币升至119万元人民币，此年烟山软件开始销售FC的机器和卡带，由于原装机1500多元的价格昂贵，一个月只卖出三五台，后来烟山软件代理“小天才”兼容机，销量才有所上升。
1989年，傅瓒对《坦克大战》的地图和参数进行修改，增加新关卡，制作游戏《坦克7》，后又陆续制作《坦克14》、《坦克28》、《89坦克》和《90坦克》等版本，其中《90坦克》为《坦克大战》最流行版本，傅瓒估计销量《90坦克》已超过3000万套，而经烟山软件售出只有几万套。
1991年，烟山软件推出了《导弹坦克》，并与汉化游戏《烟山杯围棋》、《中文麻将》和《中国象棋》制成四合一卡带进行销售。
1993年，烟山软件对《魂斗罗》一代的代码进行修改并制作《93超级魂》，但由于针对盗版进行加密和难度偏高等原因，《93超级魂》未能流行。该游戏截图后被作为《魂斗罗》“水下八关”的证据。同年烟山软件停止新游戏开发，只留下门市部继续销售库存。

## 游戏

### 改编游戏
烟山软件制作的游戏是对其它游戏进行改编。
- 《新运河大战》
- 《坦克7》
- 《坦克14》
- 《坦克28》
- 《89坦克》
- 《90坦克》
- 《导弹坦克》
- 《93超级魂》

### 汉化游戏
- 《烟山杯围棋》
- 《中文麻将》
- 《中国象棋》